# Александров, Пётр Алексеевич
Пётр Алексеевич Александров (26 июня 1899 года, Санкт-Петербург — 12 января 1974 года, Ростов-на-Дону) — советский военный деятель, Генерал-майор (1940 год).

## Начальная биография
Пётр Алексеевич Александров родился 26 июня 1899 года в Санкт-Петербурге.

## Военная служба

### Гражданская война
В апреле 1919 года был призван в ряды РККА. В Гражданскую войну служил красноармейцем 168-го стрелкового полка (7-я армия, Западный фронт). Принимал участие в обороне Петрограда.
С августа 1919 года учился на 5-х Петергофских командных курсах, которые окончил в 1920 году.
С октября 1920 года служил в 61-м стрелковом полку (7-я стрелковая дивизия) на должностях командира взвода и роты, а также исполнял должность адъютанта полка. Принимал участие на Западном фронте против вооружённых формирований под командованием генерала С. Н. Булак-Балаховича в районе Овруча, а вскоре — против вооружённых формирований под командованием Н. И. Махно в районе Золотоноши и вооруженными формированиями в Полтавской губернии.

### Межвоенное время
С окончанием войны Александров командовал ротой и батальоном в 59-м и 20-м стрелковых полках этой же дивизии.
С августа 1925 года проходил обучение во 2-й Объединенной военной школе в Киеве, по окончании которой с сентября 1927 года служил в 223-м стрелковом полку (75-я стрелковая дивизия, Украинский военный округ) на должностях командира роты и батальона.
В 1931 году окончил курсы усовершенствования комсостава «Выстрел».
В ноябре 1931 года был назначен на должность начальника штаба, в марте 1934 года — на должность командира 300-го стрелкового полка (100-я стрелковая дивизия, Украинский военный округ), а в июне 1938 года — на должность помощника командира 48-й стрелковой дивизии.
В августе 1939 года был назначен на должность командира 155-й стрелковой дивизии, находясь на которой, принимал участие в советско-финской войне. За умелое командование дивизией и проявленное мужество Александров был награждён орденом Красного Знамени.

### Великая Отечественная война
С началом Великой Отечественной войны дивизия под командованием генерал-майора Александрова в составе 13-й армии (Западный фронт) участвовала в боевых действиях в Белоруссии.
В ноябре 1941 года был назначен на должность командира 415-й стрелковой дивизии (43-я армия, Западный фронт), оборонявшейся на подступах к Москве. В ходе контрнаступления под Москвой дивизия под командованием генерал-майора Александрова освободила более 50-ти населённых пунктов Московской области.
В марте 1942 года Александров был назначен на должность командира 410-й стрелковой дивизии, формировавшейся в Ташкенте (Узбекистан). С мая 1942 года служил на должности заместителя командира 58-го стрелкового корпуса, расположенного в Иране. В сентябре того же года Александров был назначен на должность командира 1-го воздушно-десантного корпуса, преобразованного в декабре того же года в 4-ю гвардейскую воздушно-десантную дивизию. С февраля по апрель 1943 года дивизия принимала участие в разгроме демянской группировки немцев на Северо-Западном фронте.
По окончании в апреле 1944 года ускоренного курса Высшей военной академии имени К. Е. Ворошилова Александров исполнял должность командира 128-го стрелкового корпуса, находившегося до июня в резерве Ставки ВГК и вскоре включённого в состав 1-го Белорусского фронта.
В июне 1944 года был назначен на должность командира 3-го гвардейского стрелкового корпуса. Корпус под командованием Александрова принимал участие в Восточно-Прусской, Берлинской и Пражской операциях и освобождении многих городов, в том числе Прейсиш-Эйлау и Кошице. За умелую организацию и правильное руководство боевыми действиями частей и соединений корпуса и успешное выполнение поставленных боевых задач генерал-майор Александров был награждён орденом Кутузова 2 степени.

### Послевоенная карьера
В январе 1946 года бал назначен на должность командира 4-го стрелкового корпуса, в мае того же года — на должность старшего преподавателя Высшей военной академии имени К. Е. Ворошилова, в сентябре 1947 года — на должность заместителя командира 132-го стрелкового корпуса, а в апреле 1948 года — на должность начальника Управления боевой и физической подготовки штаба СГВ.
Пётр Алексеевич Александров в феврале 1950 года был назначен на должность начальника отдела боевой и физической подготовки штаба ДонВО, но в апреле 1952 года был освобождён от занимаемой должности как не справившийся.
В августе 1952 года генерал-майор Александров вышел в запас. Умер 12 января 1974 года а Ростове-на-Дону.

## Воинские звания
- полковник (24.12.1935)
- комбриг (4.11.1939)
- генерал-майор (4.06.1940)

## Награды
- орден Ленина (21.02.1945);
- пять орденов Красного Знамени (04.06.1940[1], 31.07.1944, 03.11.1944, 19.04.1945, 1949[1]);
- орден Кутузова 2 степени (29.05.1945);
- медали[2].